# Verdrag inzake de Volle Zee

De Volle Zee (donkerblauw)

Het Verdrag inzake de Volle Zee is een internationaal verdrag om de regels in verband met de volle zee, ook bekend als internationale wateren, vast te leggen. Het was een van de vier goedgekeurde verdragen bij de UNCLOS I. Het verdrag werd gesloten op 29 april 1958 en kwam in voege op 30 september 1962.
De conventie is onderverdeeld in 37 artikelen.